# Leipzig-Dresdner Eisenbahn-Compagnie

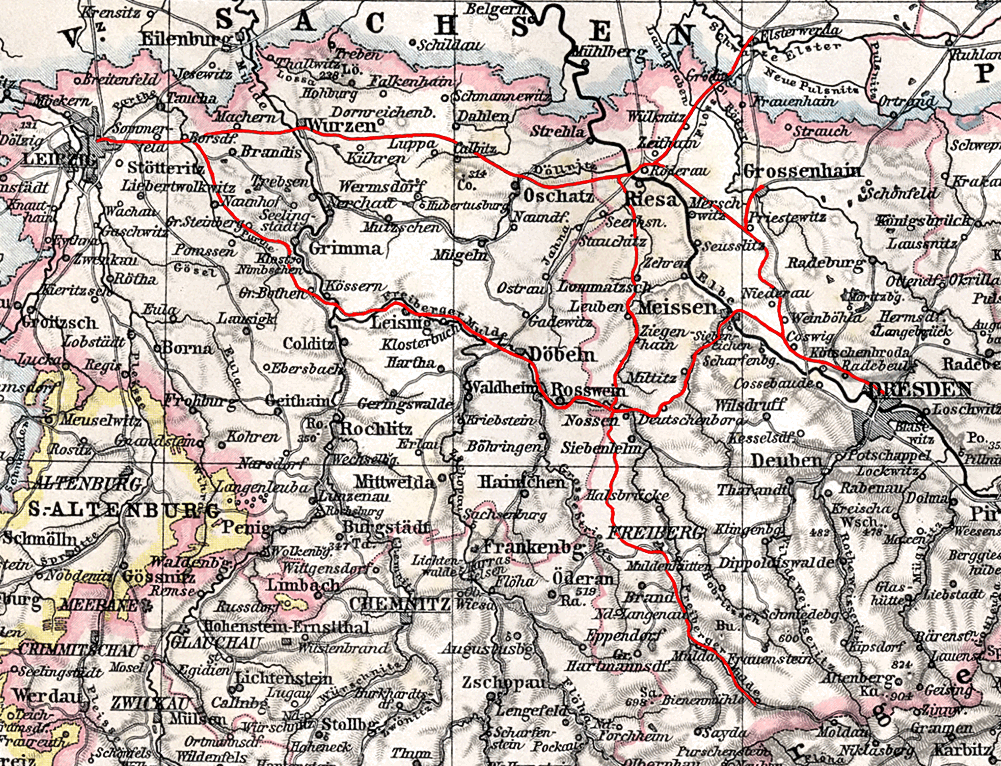
Streckennetz der Leipzig-Dresdner Eisenbahn-Compagnie

Die Leipzig-Dresdner Eisenbahn-Compagnie (LDE) war eine private Eisenbahngesellschaft in Sachsen. Sie betrieb unter anderem die 1839 eröffnete erste deutsche Ferneisenbahn zwischen Leipzig und Dresden. Am 1. Juli 1876 wurde die Gesellschaft verstaatlicht und ging in den Kgl. Sächsischen Staatseisenbahnen auf.

## Geschichte

### Vorgeschichte

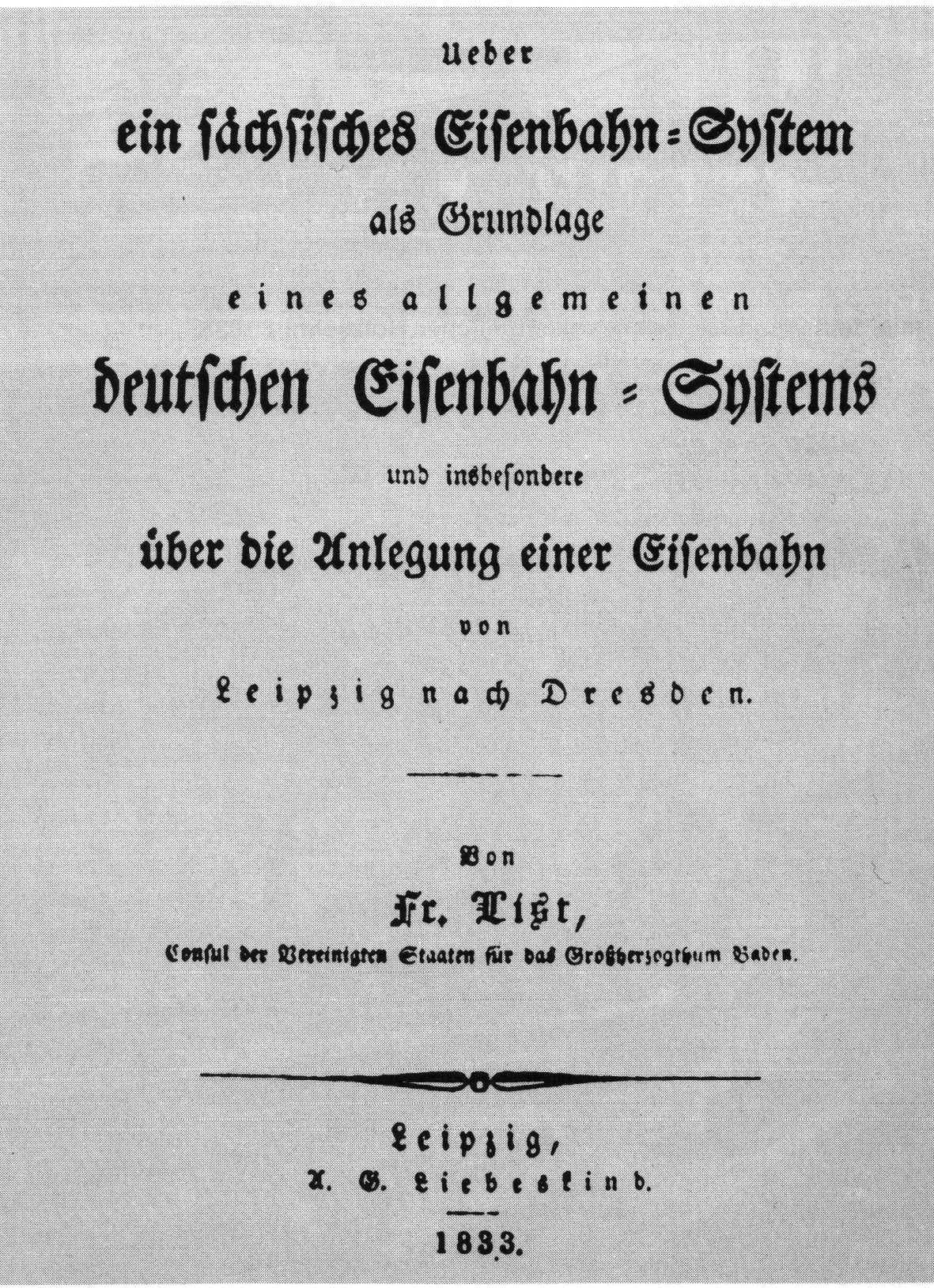
Titelseite von Lists Schrift „Über ein sächsisches Eisenbahn-System als Grundlage eines allgemeinen deutschen Eisenbahn-Systems und insbesondere über die Anlegung einer Eisenbahn von Leipzig nach Dresden“, Leipzig 1833

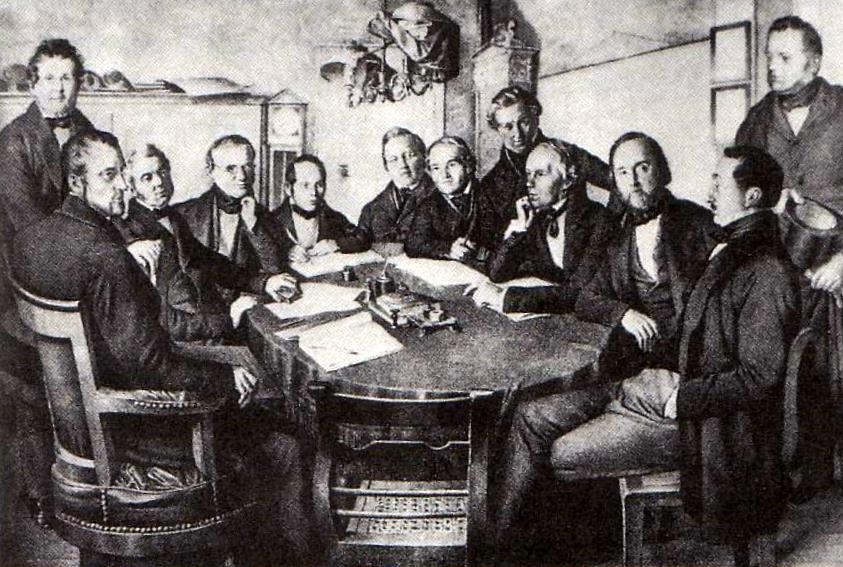
Das Direktorium der Leipzig-Dresdner Eisenbahn-Compagnie (von links nach rechts): Friedrich Busse (Bevollmächtigter), Fleischer (Stellvertreter), Haberstadt (Stellvertreter), Einert (Mitglied), Gessler (Sitzungssekretär), Erdmann (Mitglied), Hirzel (Mitglied), Lampe (Stellvertreter), Harkort (Vorsitzender), Dufour-Feronce (Mitglied), Seyfferth (Stellvertreter), Preusser (Stellvertreter) (Abbildung 1852)

Die Idee einer Eisenbahn, die Leipzig mit Strehla (an der Elbe) verbinden sollte, wurde schon vor 1830 von dem Leipziger Kramermeister Carl Gottlieb Tenner geäußert. Nachdem im Jahr 1833 der Nationalökonom Friedrich List in Leipzig seine Pläne für ein deutsches Eisenbahn-System veröffentlichte, in dem Leipzig die Rolle des zentralen Knotenpunktes zugedacht war, bekam Tenners Idee neuen Auftrieb. Noch im gleichen Jahr wurde ein Eisenbahn-Comité gegründet, das am 20. November 1833 eine Petition zum Bau einer Eisenbahn von Leipzig nach Dresden an den ersten sächsischen Landtag in Dresden richtete.

### Die Gründung der Gesellschaft
Im Jahr 1835 wurde die Leipzig-Dresdner Eisenbahn-Compagnie durch zwölf Leipziger
Bürger, u. a. Albert Dufour-Féronce (1798–1861), Gustav Harkort (1795–1865), Carl Lampe (1804–1889) und Wilhelm Theodor Seyfferth (1807–1881), als private Aktiengesellschaft gegründet. Zur Ostermesse 1835 wurden die Aktien der Gesellschaft (Nennwert 100 Thaler) innerhalb weniger Stunden vollständig gezeichnet, so dass ein Kapital von mehr als einer Million Thalern zur Verfügung stand. Am 6. Mai 1835 genehmigte die sächsische Staatsregierung Bau und Betrieb der Bahn sowie die Ausgabe von unverzinslichen Kassenscheinen im Wert von 500.000 Thalern. Das Gesamtkapital betrug somit 1,5 Millionen Thaler.

### Der Bau der Strecke Leipzig–Dresden
Im Oktober 1835 prüften die englischen Ingenieure Sir James Walker und Hawkshaw die projektierten Strecken und gaben der nördlichen Trasse über Strehla (veranschlagte Kosten: 1.808.500 Thaler) den Vorzug gegenüber der über Meißen (1.956.000 Thaler). Am 16. November 1835 begann der Land-Erwerb für den Abschnitt zwischen Leipzig und der Mulde-Brücke nördlich von Wurzen. Am 1. März 1836 wurde der erste Spatenstich vorgenommen. Die Bauleitung für das gesamte Projekt lag in den Händen des sächsischen Oberwasserbaudirektors Karl Theodor Kunz.
Dann lehnte aber der Rat der Stadt Strehla den Eisenbahnbau ab. So wurde die Strecke im 7 km südlicheren Riesa über die Elbe geführt. Am 7. April 1839 fuhr der erste Zug über die Elbebrücke.
Die Inbetriebnahme der Strecke erfolgte in mehreren Abschnitten:

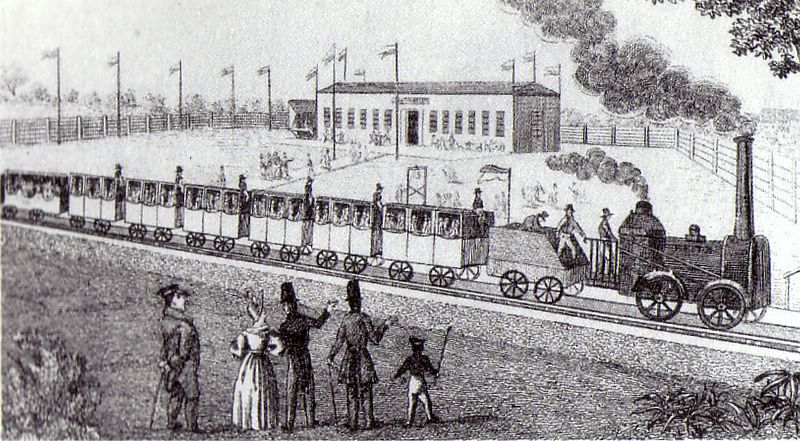
Provisorisches Stations-Restaurant bei Althen mit abfahrendem „Dampfwagen“ um 1837

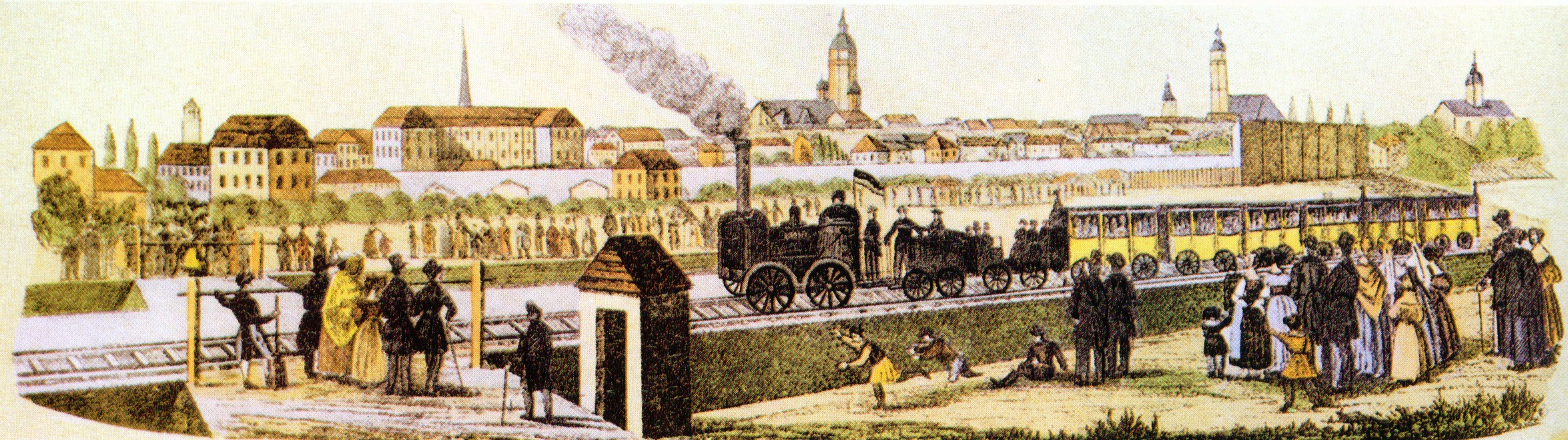
Eröffnung der Leipzig-Dresdner Bahn

Dresdner Bahnhof in Leipzig um 1860

- 1837, 24. April: Leipzig–Althen (10,60 km)
- 1837, 12. November: Althen–Borsdorf–Gerichshain (4,32 km)
- 1838, 11. Mai: Gerichshain–Machern (2,93 km)
- 1838, 19. Juli: Weintraube–Dresden (8,18 km)
- 1838, 31. Juli: Machern–Wurzen (8,00 km)
- 1838, 16. September: Wurzen–Dahlen (17,53 km)
- 1838, 16. September: Oberau–Coswig–Weintraube (13,44 km)
- 1838, 03. November: Dahlen–Oschatz (9,56 km)
- 1838, 21. November: Oschatz–Riesa (13,07 km)
- 1839, 07. April: Riesa–Oberau (28,45 km)

Borsig-Lokomotive der LDE von 1847

Am 7. April 1839, mit der Fertigstellung der Riesaer Elbbrücke, wurde schließlich die Gesamtstrecke vom Leipziger Dresdner Bahnhof nach Dresden eröffnet. Nach dem unmittelbar darauf folgenden Bau des zweiten Streckengleises wurde die Strecke nach englischem Vorbild bis 1884 im Linksverkehr befahren.

### Der Bau weiterer Strecken
Am 1. Dezember 1860 nahm die Leipzig-Dresdner Eisenbahn einen Seiten-Arm in Betrieb, der in Coswig von der Hauptstrecke abzweigte und nach Meißen führte. Am 14. Mai 1866 eröffnete sie den Betrieb auf einem weiteren Seiten-Arm, der in Borsdorf von der Hauptstrecke abzweigte und zunächst bis Grimma führte; am 28. Oktober 1867 aber nach Leisnig, am 2. Juni 1868 nach Döbeln, am 25. Oktober 1868 nach Nossen und am 22. Dezember 1868 schließlich bis nach Meißen verlängert wurde, so dass damit zwischen Borsdorf und Coswig eine südliche Parallelstrecke geschaffen wurde.
Nachdem am 15. Juli 1873 die Strecke von Nossen nach Freiberg – als Teil der Eisenbahnstrecke Nossen–Moldau – geschaffen wurde, wurde diese am 2. November 1875 bis nach Mulda/Sa. verlängert. Am 15. August 1876 war mit dem Weiterbau dieser Strecke bis Moldau die böhmische Grenze erreicht.
Von 1851 bis 1878 wurde in Leipzig eine 5,0 km lange eingleisige Verbindungsbahn betrieben, die vom Bayerischen Bahnhof der Sächsisch-Bayerischen Eisenbahn abzweigte, die Stadt in großem Bogen östlich umfuhr und schließlich von Norden kommend in den Dresdner Bahnhof einmündete.
Die am 14. Oktober 1862 eröffnete Großenhainer Zweigbahn ging am 1. Juli 1869 in das Eigentum der LDE über.
Am 15. Oktober 1875 eröffnete die Leipzig-Dresdner Eisenbahn eine Verbindungsstrecke von Riesa nach Elsterwerda (seit 1815 zum Königreich Preußen), das seit dem 17. Juli 1875 mit Berlin und Dresden verbunden war.

### Übergang in die Staatsbahn

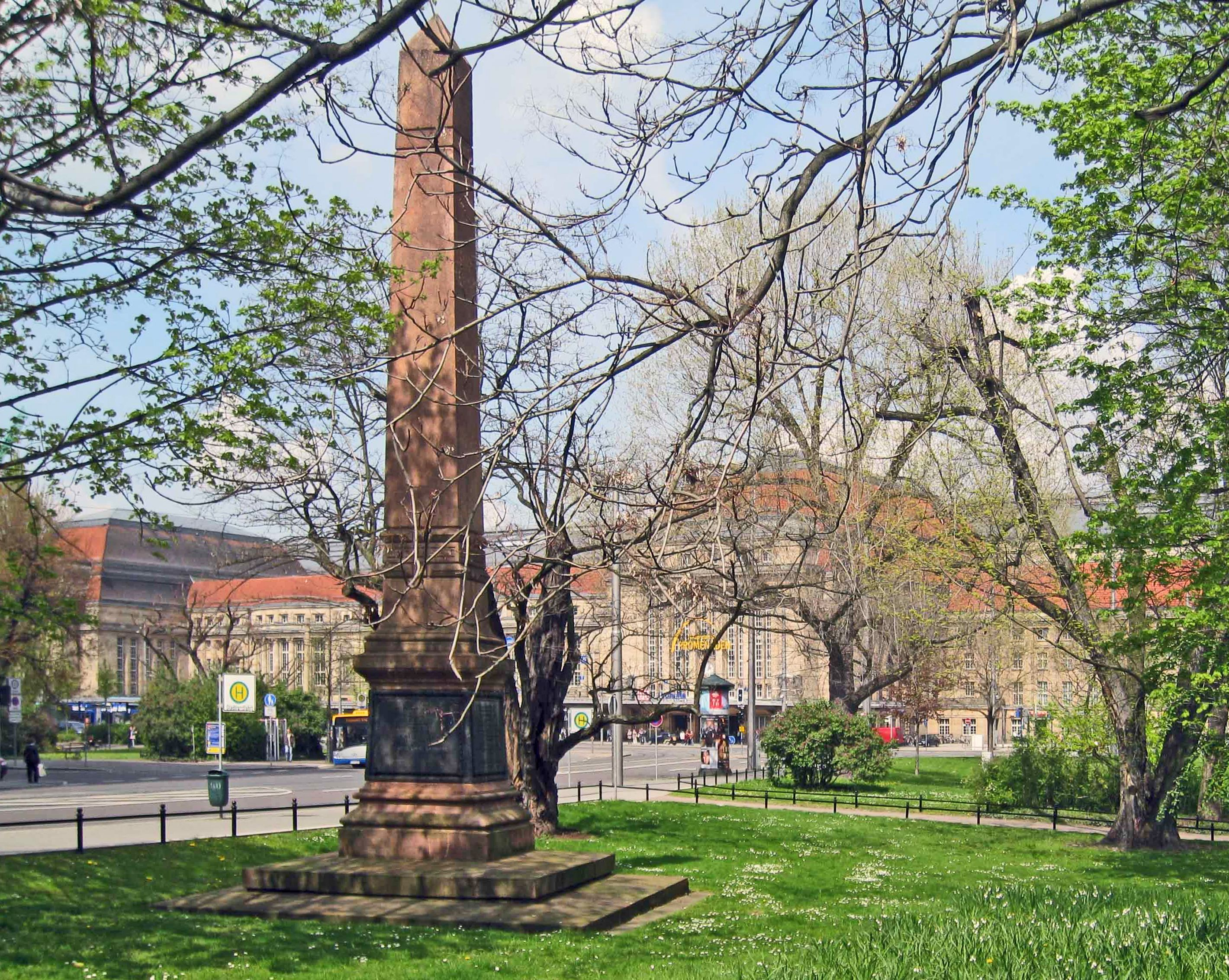
Eisenbahndenkmal Leipzig, errichtet 1878

Nach dem Einsturz der Elbebrücke in Riesa beschloss am 29. März 1876 die Generalversammlung der Aktionäre den Verkauf der Dresdner Eisenbahn an den Sächsischen Staat. Am 1. Juli 1876 gingen Betrieb und Verwaltung der Leipzig-Dresdner Eisenbahn an die Königlich Sächsischen Staatseisenbahnen über.
An die Entwicklung der Dresdner Eisenbahn von ihrer Entstehung als Privat-Initiative Leipziger Bürger bis zur Verstaatlichung erinnert seit 1878 das Eisenbahndenkmal in Leipzig.

## Strecken
- Leipzig–Dresden (* 1839)
- Leipzig Bayerischer Bahnhof–Leipzig Dresdner Bahnhof (1851–1878)
- Borsdorf–Coswig (* 1860/1868)
- Großenhain–Priestewitz (1868 erworben)
- Riesa–Elsterwerda (* 1875)
- Nossen–Freiberg–Moldau (* 1876)

## Für Rechnung der Eigentümer betriebene Strecken
- Großenhain–Priestewitz (1862–1868)
- Großenhain–Cottbus (1870–1874)

## Lokomotiven
Die Leipzig-Dresdner Eisenbahn-Compagnie (LDE) nahm zwischen 1837 und 1839 mit der sukzessiven Eröffnung von Teilstrecken ihren Betrieb auf und war damit die erste deutsche Fernbahn. Sie blieb nahezu drei Jahrzehnte selbstständig und ging zum 1. Juni 1876 in den Königlich Sächsischen Staatseisenbahnen auf.
Die Lokomotiven der LDE wurden ausschließlich mit Namen bezeichnet.
| Namen LDE                                     | Hersteller                                    | Anzahl                                        | Baujahr(e)                                    | Bauart                                        | Gattung Staatsbahn (bis 1896)                 | Bahnnummer(n) Staatsbahn (bis 1892)           | Bemerkungen |
| Lokomotiven der Anfangszeit für alle Zugarten | Lokomotiven der Anfangszeit für alle Zugarten | Lokomotiven der Anfangszeit für alle Zugarten | Lokomotiven der Anfangszeit für alle Zugarten | Lokomotiven der Anfangszeit für alle Zugarten | Lokomotiven der Anfangszeit für alle Zugarten | Lokomotiven der Anfangszeit für alle Zugarten | Lokomotiven der Anfangszeit für alle Zugarten |
| --------------------------------------------- | --------------------------------------------- | --------------------------------------------- | --------------------------------------------- | --------------------------------------------- | --------------------------------------------- | --------------------------------------------- | --- |
| COLUMBUS                                      | Gillingham & Winans (USA)                     | 1                                             | 1835                                          | B n2                                          |                                               |                                               | sog. „Crab-Type“, 1842 für Lokomotive PEGASUS in Zahlung gegeben |
| COMET und FAUST                               | Rothwell (GBR)                                | 2                                             | 1835–38                                       | B n2                                          |                                               |                                               | Treibraddurchmesser 1372 mm; COMET 1842 in B1 umgebaut, bis 1848 ausgemustert |
| BLITZ und WINDSBRAUT                          | Rothwell (GBR)                                | 2                                             | 1836–37                                       | B n2                                          |                                               |                                               | Treibraddurchmesser 1524 mm; beide 1842 in B1 umgebaut, bis 1848 ausgemustert |
| RENNER bis GREIF                              | Kirtley (GBR)                                 | 5                                             | 1837–39                                       | 1A1 n2                                        |                                               |                                               | bis 1869 ausgemustert |
| EDWARD BURY bis PFEIL                         | Bury (GBR)                                    | 4                                             | 1838                                          | B n2                                          |                                               |                                               | bis 1854 ausgemustert |
| PETER ROTHWELL bis NORDLICHT                  | Rothwell (GBR)                                | 6                                             | 1838–40                                       | 1A1 n2                                        |                                               |                                               | bis 1864 ausgemustert |
| ROBERT STEPHENSON                             | Stephenson (GBR)                              | 1                                             | 1838                                          | 1A1 n2                                        |                                               |                                               | 1860 ausgemustert |
| SAXONIA                                       | Übigau                                        | 1                                             | 1838                                          | B1 n2                                         |                                               |                                               | 1840/42 als B ohne Laufachse in Betrieb, 1844 abgestellt, 1856 ausgemustert |
| PEGASUS                                       | Chemnitz                                      | 1                                             | 1839                                          | 1A1 n2                                        |                                               |                                               | Nach Probebetrieb 1842 angekauft, 1862 ausgemustert |
| PHÖNIX                                        | Übigau                                        | 1                                             | 1840                                          | 1A1 n2                                        |                                               |                                               | Nach Probebetrieb nicht angekauft, verschollen |
| BRÜSSEL                                       | Renard (BEL)                                  | 1                                             | 1842                                          | 1A1 n2                                        |                                               |                                               | 1860 ausgemustert |
| Eilzuglokomotiven                             |                                               |                                               |                                               |                                               |                                               |                                               | |
| ELBE bis HAYN                                 | Borsig                                        | 5                                             | 1848–49                                       | 1A1 n2                                        |                                               |                                               | bis 1869 ausgemustert |
| RICHARD HARTMANN bis ZWICKAU                  | Hartmann                                      | 3                                             | 1849                                          | 1A1 n2                                        |                                               |                                               | bis 1868 ausgemustert |
| HAMBURG bis BREMEN                            | Borsig                                        | 4                                             | 1854                                          | 1A1 n2                                        | (siehe unten)                                 | (siehe unten)                                 | 1873–1876 in B1 und B1 t umgebaut (siehe unten) |
| SAXONIA bis BRESLAU                           | Hartmann                                      | 3                                             | 1856–57                                       | 1A1 n2                                        | H VIa                                         | 569–571                                       | |
| ELSTER bis WEIMAR                             | Borsig                                        | 6                                             | 1856                                          | 1A1 n2                                        | B VIa                                         | 556–561                                       | |
| AMSTERDAM bis LINDAU                          | Borsig                                        | 12                                            | 1857–58                                       | 1A1 n2                                        | B VIa                                         | 544–555                                       | |
| LEIPZIG bis ALTHEN                            | Hartmann                                      | 7                                             | 1868                                          | 1A1 n2                                        | H VIa                                         | 562–568                                       | |
| MEISSEN bis WILHELM SEYFFERTH                 | Henschel                                      | 12                                            | 1875–76                                       | 1B n2                                         | Hsch VI ab 1885: Hl VI                        | 572–583                                       | |
| Gemischt- und Personenzuglokomotiven          |                                               |                                               |                                               |                                               |                                               |                                               | |
| DRESDEN bis RIESA                             | Hawthorn (GBR)                                | 3                                             | 1844–46                                       | 1B n2                                         |                                               |                                               | bis 1867 ausgemustert |
| WURZEN und OSCHATZ                            | Borsig                                        | 2                                             | 1847                                          | 1B n2                                         |                                               |                                               | bis 1874 ausgemustert |
| COMET bis FAUST                               | Borsig                                        | 4                                             | 1852                                          | 1B n2                                         | B IIa                                         | 613–616                                       | |
| HARBURG bis SAALE                             | Borsig                                        | 10                                            | 1856–59                                       | 1B n2                                         | B IIa                                         | 617–626                                       | |
| BORSDORF bis ZITTAU                           | Esslingen                                     | 20                                            | 1866–68                                       | 1B n2                                         | K III ab 1885: K II                           | 584–603                                       | |
| WOERTH bis STRASSBURG                         | Esslingen                                     | 10                                            | 1872–74                                       | B1 n2                                         |                                               |                                               | 1874 an Cottbus-Großenhainer Eisenbahn |
| MOLDAU bis MULDE                              | Esslingen                                     | 9                                             | 1874–75                                       | 1B n2                                         | K III ab 1885: K II                           | 604–612                                       | |
| HAMBURG                                       | Borsig                                        | (1)                                           | (1875)                                        | B1 n2                                         | B II                                          | 627                                           | Umbau aus 1A1 Baujahr 1854 (siehe oben), 1876 ausgemustert |
| Güterzuglokomotiven                           |                                               |                                               |                                               |                                               |                                               |                                               | |
| MANNHEIM bis TRIEBISCH                        | Esslingen                                     | 12                                            | 1868–69                                       | C n2                                          | K V                                           | 514–525                                       | |
| STRASSBURG bis WEISSENBURG                    | Esslingen                                     | 4                                             | 1872–73                                       | C n2                                          | K V                                           | 526–529                                       | |
| ISCHL bis LINZ                                | Sigl                                          | 8                                             | 1874                                          | C n2                                          | Sigl V                                        | 530–537                                       | |
| FINSTERAARHORN bis DOLDENHORN                 | Henschel                                      | 6                                             | 1876                                          | C n2                                          | Hsch V ab 1885: Hl V                          | 538–543                                       | |
| Tenderlokomotiven                             |                                               |                                               |                                               |                                               |                                               |                                               | |
| Nr. 1 und Nr. 2                               | Stephenson (GBR)                              | (2)                                           | (1856)                                        | 1B n2t                                        | St II T                                       | 635–636                                       | Umbau aus 1B ELEPHANT und LEOPARD der Sächs.-Bayer. Eisenbahn Baujahr 1844, ab 1862 als GROSSENHAIN I und GROSSENHAIN II bei der Zweigeisenbahngesellschaft zu Großenhain, 1869 mit dieser übernommen |
| Nr. 3 bis Nr. 6                               | Wöhlert                                       | 4                                             | 1874                                          | B n2t                                         | W VII T                                       | 628–631                                       | |
| Nr. 7 bis Nr. 9                               | Borsig                                        | (3)                                           | (1873–75)                                     | B1 n2t                                        | B IIa T                                       | 632–634                                       | Umbau aus 1A1 Baujahr 1854 (siehe oben) |